# 쌈판타우옹

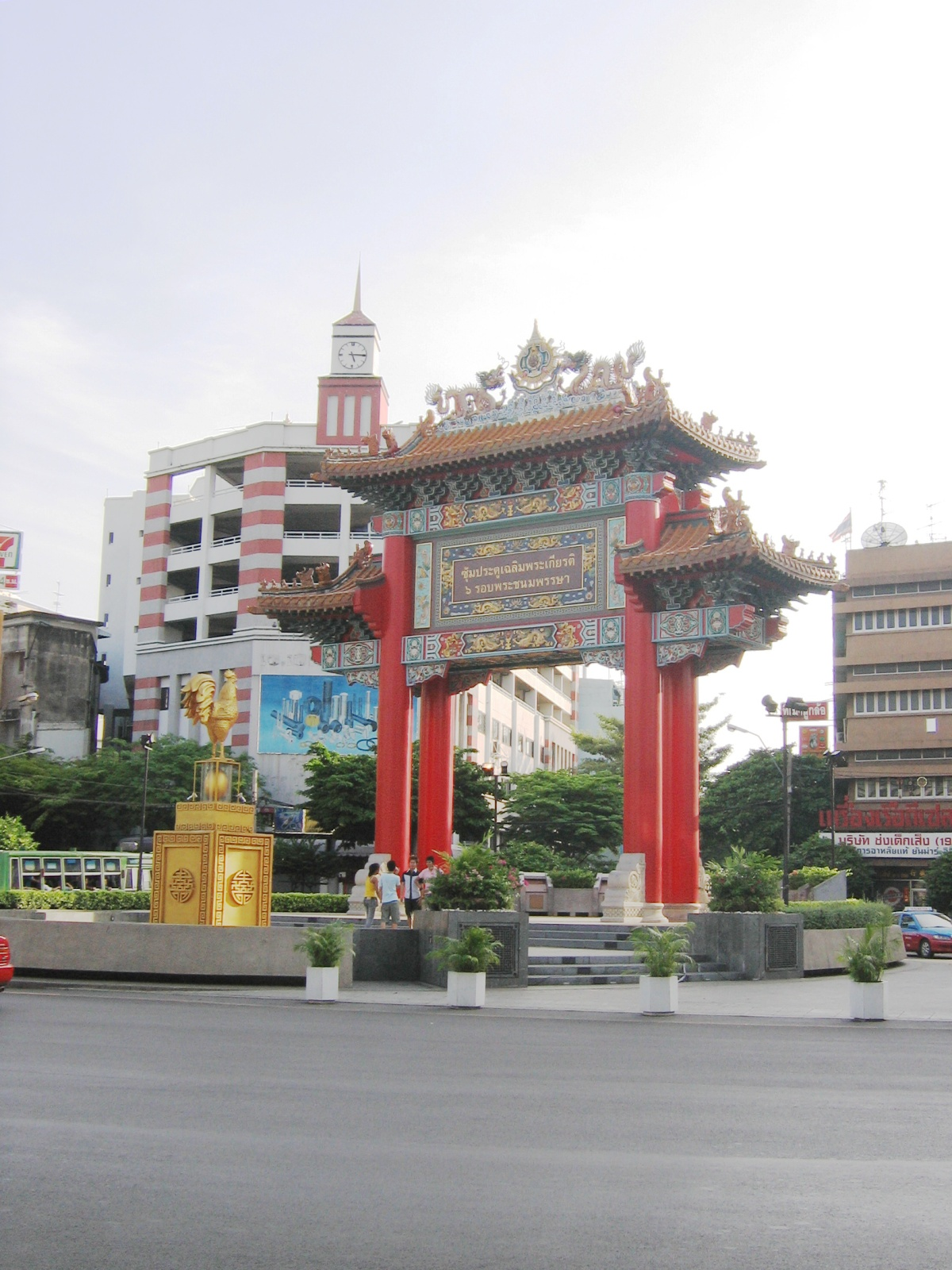

쌈판타우옹은 방콕의 행정 구역이다. 이 지역의 총 인구 수는 2017년 기준으로 24,150명이다. 인구 밀도는 17,055km2이다.

## 행정 구역
| 1. | Chakkrawat     | จักรวรรดิ  |
| 2. | Samphanthawong | สัมพันธวงศ์ |
| 3. | Talat Noi      | ตลาดน้อย  |